# Lagunas de Gómez
Lagunas de Gómez är en sjö i Argentina.   Den ligger i provinsen Buenos Aires, i den centrala delen av landet, 250 km väster om huvudstaden Buenos Aires. Lagunas de Gómez ligger 73 meter över havet. Arean är 63 kvadratkilometer. Den sträcker sig 25,2 kilometer i nord-sydlig riktning, och 23,1 kilometer i öst-västlig riktning.
Trakten runt Lagunas de Gómez består till största delen av jordbruksmark. Runt Lagunas de Gómez är det ganska glesbefolkat, med 42 invånare per kvadratkilometer.